# Liste der brasilianischen Botschafter in Bosnien und Herzegowina
Die Botschaft befindet sich in Grbavička 4 Sarajewo.
| Ernannt       | Name                                  | Bemerkungen       | Mensagem Senado Federal | im Senat des Nationalkongress vorgestellt am | ernannt von               | akkreditiert bei | Posten verlassen |
| ------------- | ------------------------------------- | ----------------- | ----------------------- | -------------------------------------------- | ------------------------- | ---------------- | ---------------- |
| 13. Sep. 2005 | José Augusto Lindgren Alves           | Amtssitz in Sofia | MSF 179 de 2004         | 17. Aug. 2005                                | Luiz Inácio Lula da Silva | Adnan Terzić     |                  |
| 30. Juni 2006 | Paulo Américo Veiga Wolowski          | Amtssitz in Sofia | MSF 276 de 2005         | 20. Juni 2006                                | Luiz Inácio Lula da Silva | Adnan Terzić     |                  |
| 11. Aug. 2010 | Washington Luis Pereira de Sousa Neto | Amtssitz in Sofia | MSF 144 de 2010         | 7. Juli 2010                                 | Luiz Inácio Lula da Silva | Nikola Špirić    |                  |
| 29. März 2011 | José Augusto Lindgren Alves           |                   | MSF 317 de 2010         | 8. Feb. 2011                                 | Dilma Rousseff            | Nikola Špirić    |                  |